# Andover (Nuevo Hampshire)
Andover es un pueblo ubicado en el condado de Merrimack en el estado estadounidense de Nuevo Hampshire. En el Censo de 2020 tenía una población de 2.406 habitantes y una densidad poblacional de 22,4 personas por km².

## Geografía
Andover se encuentra ubicado en las coordenadas 43°26′56″N 71°47′37″O / 43.44889, -71.79361. Según la Oficina del Censo de los Estados Unidos, Andover tiene una superficie total de 107.31 km², de la cual 105.01 km² corresponden a tierra firme y (2.14%) 2.3 km² es agua.

## Demografía
Según el censo de 2010, había 2.371 personas residiendo en Andover. La densidad de población era de 22,1 hab./km². De los 2.371 habitantes, Andover estaba compuesto por el 96.5% blancos, el 0.46% eran afroamericanos, el 0.51% eran amerindios, el 0.89% eran asiáticos, el 0% eran isleños del Pacífico, el 0.08% eran de otras razas y el 1.56% pertenecían a dos o más razas. Del total de la población el 0.89% eran hispanos o latinos de cualquier raza.